# Santiago González Bonorino
Santiago Hernán González Bonorino (Buenos Aires, 5 maggio 1975) è un ex rugbista a 15 argentino, in carriera pilone.

## Biografia
Cresciuto nel San Isidro Club, González Bonorino, che vinse con il club bianconerazzurro quattro titoli dell'Unión de Rugby de Buenos Aires nel ruolo di pilone ed esercitò la professione di dottore commercialista prima di diventare professionista nel 2000; in tale anno fu ingaggiato in Francia dal Castres, rimanendovi una stagione, al termine della quale divenne internazionale per i Pumas (Panamericano 2001, contro l'Uruguay.
Nella stagione successiva fu di nuovo al San Isidro Club, dove vinse il suo quinto torneo URBA; in Nazionale si aggiudicò anche il Sudamericano 2002; tra i più che probabili convocati per la Coppa del Mondo di rugby 2003 in Australia, chiese tuttavia al C.T. Marcelo Loffreda di non essere selezionato, adducendo motivi personali e nel 2003 tornò in Francia al Béziers per una stagione, al termine della quale fu di nuovo in Argentina, dove vinse anche il sesto titolo URBA nel 2004.
Nel 2006 fu ingaggiato in Italia dalla Capitolina, formazione romana appena promossa nel Super 10 e, un anno più tardi, a quattro anni di distanza dall'ultima convocazione, fu chiamato in Nazionale da Marcelo Loffreda per i test di preparazione alla Coppa del Mondo di rugby 2007 contro Irlanda, Galles e Italia; prese quindi parte alla manifestazione mondiale disputando due incontri, tutti nella prima fase a gironi, e classificandosi terzo assoluto con i Pumas; nel 2008 fu ingaggiato proprio da Loffreda che nel frattempo aveva lasciato la Nazionale per andare in Inghilterra ad allenare il Leicester.
Dopo la vittoria nel campionato inglese nella stagione 2008-09 si trasferì al Northampton per il 2009-10, ma a causa di un infortunio alla schiena dovette ritirarsi dall'attività nel gennaio 2010 dopo soli otto incontri di Premiership con i Saints .

## Palmarès
- Campionati sudamericani: 1
Argentina: 2002
- Campionati URBA: 6
San Isidro Club: 1993, 1994, 1997, 1999, 2002, 2004
- Nacional de Clubes: 2
San Isidro Club: 1993, 1994
- Premiership: 1
Leicester: 2008-09